# Sulla E a Delfi
Sulla E a Delfi (Περὶ τοῦ εἶ τοῦ έν Δελφοῖς - De E apud Delphos) è un dialogo a tema religioso di Plutarco, inserita nei suoi Moralia.

## Struttura
L'opera tratta del fatto che nel pronao del tempio di Apollo, a Delfi, era incisa, accanto ad alcune fra le più famose massime dei sapienti antichi, una E. Plutarco ricorda una discussione avvenuta, molti anni prima, fra lui, altri amici e il maestro Ammonio, che conciliava spiritualità delfica e platonismo. Dunque Plutarco, parlando in prima persona, racconta a Sarapione – amico ora a Roma – quel dialogo, passando in rassegna tutte le esegesi che di quella misteriosa E incisa nel tempio gli antichi avevano fino ad allora fornito. Si alternano dunque spiegazioni linguistiche e matematiche, storiche e simboliche: ma Plutarco non sembra scartarne.
L'opera mette in scena personaggi che trattano il problema sotto la guida di Ammonio – e, intanto, o camminano lungo la Via Sacra del santuario di Apollo, oppure si fermano sui sedili che corrono lungo i muri del tempio –: Lampria, Nicandro sacerdote, Teone, Eustrofo, Plutarco stesso.